# 라이먼 스피처
라이먼 스피처(1914년 6월 26일 ~ 1997년 3월 31일)는 천문학자(항성 형성 연구, 플라즈마 연구, 우주망원경 개념 제안 공적)로, 항성 형성, 스텔라 레이터 (핵융합을 목적으로 고온의 플라즈마를 자기장을 이용해 가두기 위해 고안된 장치),우주 망원경의 개념을 제안한 천문학자이다. 이 제안은 1970년대 제안하였으며 NASA는 기술력의 한계로 할 수 없다고 항상 거절했으나 끈질기게 NASA에 우주망원경을 제안해서 NASA가 허블 우주망원경을 개발할 수 있도록 아이디어를 계속 제안하여 허블 우주망원경이 발사될 수 있게 개념과 아이디어를 제안해주었다. 그 후 2003년 발사된 적외선 우주망원경에 NASA가 스피처 우주망원경이라고 이름을 붙이며 스피처를 애도하였다.